# بروطيا
البروطيا أو الفضية (الاسم العلمي: Protea) هي جنس نباتي يتبع فصيلة البروطية من رتبة البروطيات.

## مراجع

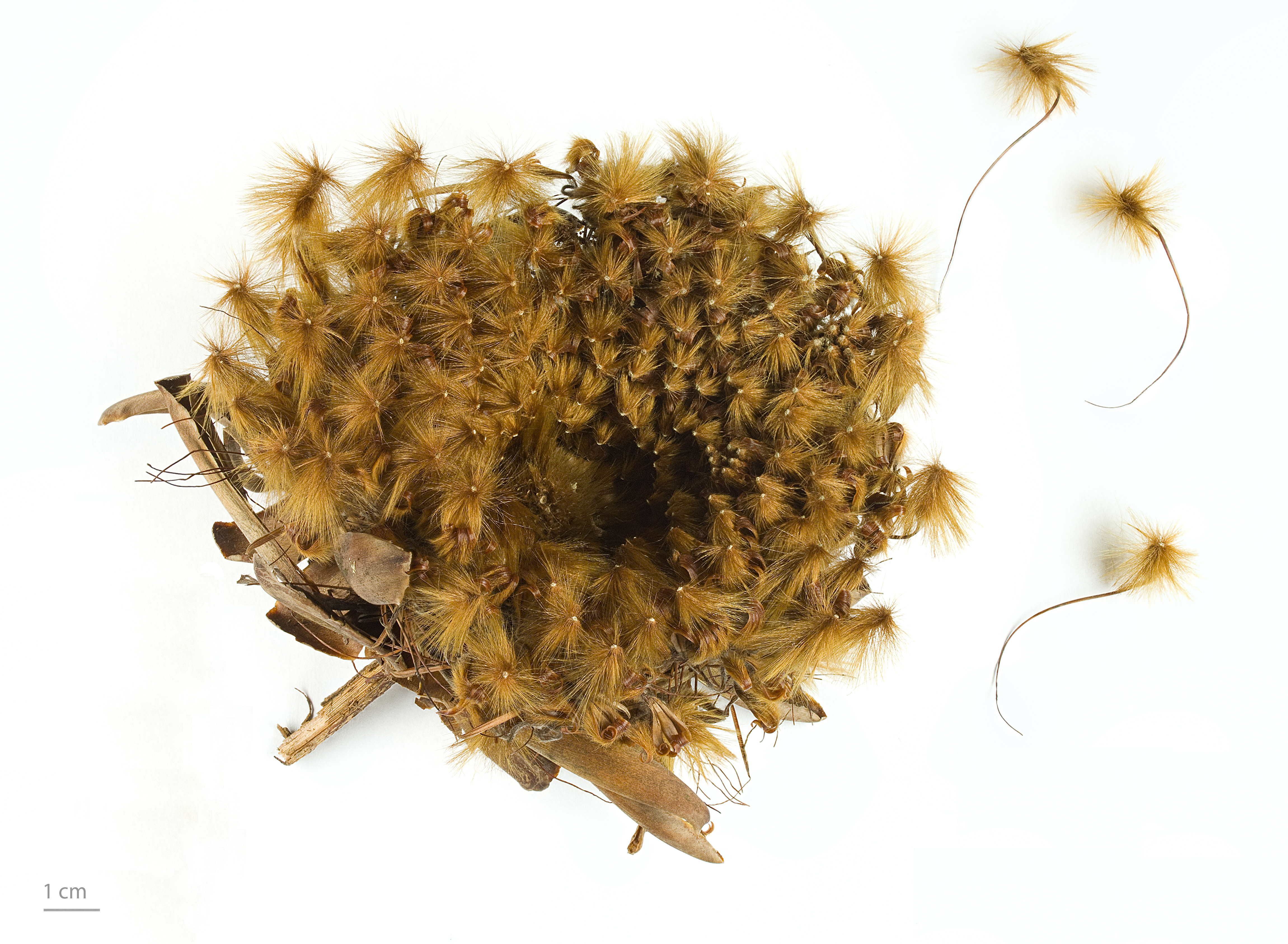
بروطيا مادينية